# سونه‌خا
سونگا (به هلندی: Sonnega) یک منطقهٔ مسکونی در هلند است که در وست‌استلینگ‌ورف واقع شده‌است. سونگا ۲۳۰ نفر جمعیت دارد.